# Heinrich Wilhelm von Hinckeldey
Heinrich Wilhelm von Hinckeldey (Kleinheubach, 9 ottobre 1793 – Rastatt, 7 marzo 1852) è stato un generale tedesco.

## Biografia

### I primi anni
Hinckeldey era membro di un'antica famiglia nobile della Livonia. Suo padre, il barone Johann Philipp von Hinckeldey (1754-1814) fu presidente distrettuale del principato di Löwenstein-Wertheim e successivamente passò al servizio del granduca di Baden.
Il giovane Hinckeldey si unì all'esercito badense col grado di sottotenente dei dragoni nel 1810. Dal 1815 prestò servizio come tenente e poi come capitano nello stato maggiore del reggimento di dragoni "von Freystedt" dal 1824. Nel 1836 vi divenne capitano di uno squadrone di dragoni. Nel 1840 venne promosso al grado di maggiore e prestò servizio nel 1º reggimento dragoni. Nel 1842 venne promosso tenente colonnello e un anno dopo Hinckeldey ottenne nuovamente il comando del 1º reggimento dragoni. Fu anche comandante della guarnigione di Bruchsal.

### La rivolta di Hecker
Quando scoppiò la rivolta di Hecker nel Baden nell'aprile 1848, Hinckeldey, nominato colonnello il 12 marzo 1848, si trovava al comando delle truppe federali che, sotto il comando del generale Friedrich von Gagern, vennero incaricate di bloccare la marcia dei rivoltosi. Dopo la morte di Gagern sul passo dello Scheideck all'inizio della battaglia omonima, Hinckelday prese il comando delle truppe federali del Baden e dell'Assia. Con le sue truppe inseguì i disertori sino a Steinen, dove gli fu impedito di attraversare il fiume Wiese. I rivoltosi repubblicani accusarono intanto pubblicamente Hinckeldey di aver deliberatamente ucciso Gagern durante lo scontro per ottenere da solo la gloria spettante al vincitore, cosa rivelatasi in seguito infondata. Fu anche accusato di aver molestato la popolazione nell'estate del 1848, quando i suoi dragoni erano di stanza nell'Oberland del Baden.

### La rivolta della fortezza di Rastadt
Dopo che iniziarono a manifestarsi i primi disordini nella guarnigione della fortezza di Rastadt, Hinckeldey giunse sul posto la mattina del 12 maggio 1848 con tre squadroni del suo reggimento di dragoni. Contemporaneamente giunse alla fortezza anche il ministro della guerra del Baden, il generale Hoffmann. La maggior parte dei dragoni furono inizialmente alloggiati fuori Rastadt per maggiore sicurezza. Hoffmann cercò per la prima volta di placare le truppe ribelli a Rastadt, ma questo fatto ebbe un successo solo temporaneo. Quando i disordini aumentarono di nuovo nel pomeriggio e sia Hoffmann che gli ufficiali del Baden vennero minacciati direttamente, fu proprio Hoffmann a ordinare ai dragoni di portarsi immediatamente in città. Il generale Hoffmann posizionò i dragoni e il distaccamento di artiglieria al seguito nell'ex giardino del palazzo locale. Il tentativo di Hinckeldey di entrare nel cortile del castello con i dragoni e di respingere direttamente le masse ribelli di soldati, cittadini e lavoratori della fortezza fallì. Gli insorti riuscirono a dirigere i cannoni contro la cavalleria, anch'essa già minacciata dai fucilieri dei bastioni del forte locale. Il 4º squadrone del reggimento di Hinckeldey, che era a Rastadt da diverso tempo, sotto pressione, venne costretto a fuggire disperdendosi. Il generale Hoffmann ordinò la ritirata.

### Dalla fuga del granduca alla prigionia
Il 13 maggio gli insorti cercarono di assaltare l'armeria di Karlsruhe alla ricerca di nuove armi per poter fronteggiare l'esercito regolare. I resti del reggimento di dragoni di Hinckeldey tentarono di opporsi a questo fatto, uccidendo il rittmeister Laroche ed altri due dragoni. I restanti dragoni si dispersero. Hinckeldey e alcuni dei suoi dragoni accompagnarono la famiglia granducale il 13 maggio nella loro fuga da Karlsruhe verso la fortezza bavarese di Germersheim, insieme ad altre unità minori badensi rimaste fedeli al governo monarchico, guidate dal ministro della guerra, il generale Hoffmann. Il 14 maggio la colonna di militari giunse davanti a Germersheim. Il comandante della fortezza bavarese, Franz Eduard von Weishaupt (1786–1864), conoscendo l'ammutinamento avvenuto nel Baden, non si fidò dei militari e non li fece entrare nel complesso. La famiglia granducale trovò inizialmente un alloggio a Rheinsheim, sulla riva destra del Reno. Poco dopo, sempre il 14 maggio, la famiglia granducale fu ammessa nella fortezza, mentre le truppe al seguito dovettero accamparsi in una testa di ponte sulla riva destra del Reno.
Il 15 maggio, una parte di queste truppe tornò a Karlsruhe e si unì agli insorti, mentre la parte rimasta fedele al granduca fu condotta dal generale Hoffmann a Ladenburg passando per Hockenheim.
In particolare Hoffmann voleva rientrare in possesso dei 14 cannoni che il governo rivoluzionario portava con sé, ed era intenzionato ad attraversare il Neckar nei pressi di Ladenburg il 15 maggio per raggiungere il confine dell'Assia e porre le proprie truppe sotto l'autorità centrale di Francoforte. Però il ponte ferroviario di Ladenburg non poté essere attraversato con l'artiglieria, e Hoffmann si trasferì con le sue truppe a Edingen, inseguito dai ribelli che cercavano di impedire la sua fuga. La mattina del 16 maggio le truppe di Hoffmann si diressero a sud per attraversare Grenzhof, Kirchheim, Leimen, Nußloch, Wiesloch con l'obbiettivo di raggiungere il territorio del Württemberg. Una parte della colonna giunse a destinazione, mentre l'altra sotto il comando del generale Hoffmann si diresse a Bonfeld, sempre nel Württemberg. Dopo una marcia di 15 ore su circa 50 km, venne loro negato l'alloggio e le truppe dovettero bivaccare in loco. Il dispiegamento della milizia di Heilbronn e il suicidio di un ufficiale badense demoralizzò i restanti soldati rimasti fedeli al governo granducale, i quali ora chiedevano in massa il rimpatrio a Karlsruhe. All'una di notte del 17 maggio, i soldati ribelli raggiunsero Furfeld, ed Hinckeldey con alcuni suoi ufficiali  fuggirono verso Babstadt, dove vennero però catturati. Solo l'intervento del barone Sigmund Reinhard von Gemmingen, che aveva il suo castello non lontano, presso Treschklingen, riuscì a salvare la vita di Hinckeldey. Successivamente, l'illustre prigioniero venne portato a Karlsruhe dove fu tenuto prigioniero per qualche tempo per poi venire liberato su istanza di Lorenz Brentano, contro il parere di Gustav Struve.

### Gli ultimi anni
Dopo la repressione della rivolta militare del Baden e lo scioglimento di quasi tutte le truppe locali, a Hinckeldey venne affidata la direzione dell'ufficio per la liquidazione del disciolto 1º reggimento dragoni e non venne più destinato ad alcun servizio militare attivo. Anche con la riorganizzazione della cavalleria del Baden nel 1850, Hinckeldey non ricevette il comando di alcun reggimento. Il 29 aprile 1851 venne nominato dal granduca quale comandante della fortezza federale di Rastadt. Si ammalò e morì il 7 marzo del 1852.